# Globosita
Globosita is een geslacht van zeekomkommers uit de familie Sclerodactylidae.

## Soorten
- Globosita argus (Heding & Panning, 1954)
- Globosita dobsoni (Bell, 1883)
- Globosita elnazae O'Loughlin, 2014
- Globosita murrea Cherbonnier, 1988